# Phylloscopus chloronotus
Phylloscopus chloronotus là một loài chim trong họ Phylloscopidae.